# Epidendrum yungasense
Epidendrum yungasense är en orkidéart som beskrevs av Robert Allen Rolfe och Henry Hurd Rusby. Epidendrum yungasense ingår i släktet Epidendrum och familjen orkidéer.
Artens utbredningsområde är Bolivia. Inga underarter finns listade i Catalogue of Life.